# Sheldon (Iowa)
Sheldon es una ciudad ubicada en el condado de O'Brien en el estado estadounidense de Iowa. En el Censo de 2010 tenía una población de 5188 habitantes y una densidad poblacional de 445,53 personas por km².

## Geografía
Sheldon se encuentra ubicada en las coordenadas 43°10′46″N 95°50′43″O / 43.17944, -95.84528. Según la Oficina del Censo de los Estados Unidos, Sheldon tiene una superficie total de 11.64 km², de la cual 11.64 km² corresponden a tierra firme y (0%) 0 km² es agua.

## Demografía
Según el censo de 2010, había 5188 personas residiendo en Sheldon. La densidad de población era de 445,53 hab./km². De los 5188 habitantes, Sheldon estaba compuesto por el 93.74% blancos, el 0.62% eran afroamericanos, el 0.04% eran amerindios, el 1.14% eran asiáticos, el 0.02% eran isleños del Pacífico, el 3.7% eran de otras razas y el 0.75% pertenecían a dos o más razas. Del total de la población el 6.52% eran hispanos o latinos de cualquier raza.